# شاين نيومان
شاين نيومان (بالإنجليزية: Shane Neumann)‏ هو لاعب دوري الرغبي أسترالي، ولد في 11 يوليو 1987 في بريزبان في أستراليا.